# アルフォンソ・ウリベ・ミサス
アルフォンソ・ウリベ・ミサス（Alfonso Uribe Misas、1896年12月26日 - 1984年7月2日）は、コロンビアの弁護士、政治家、作家である。ホセ・マリア・ウリベ・ガビリアとエスター・ミサス・バリエントスの息子である。
ミサスはボゴタのコロンビア国立大学で法学を学び、卒業した。
1920年、巡回裁判所の判事として、当時の法律に基づいた民事結婚の判決を確定した際、結婚を執り行ったホセ・J・ゴメス裁判官とともに、カトリック教会から破門された。ローマ教廷の法廷での長い審理の後、両裁判官に有利な判決が出され、国の政治・宗教界隈で物議を醸した。
ミサスは1926年にホアキナ・メルギソ・サンタ・マリアと結婚した。
1929年、彼はアンティオキア県議会の下院議員に選出された。
いくつかの企業の弁護士を務め、自治体の公営企業の理事会の主要メンバーであった。1929年7月9日、彼はアンティオキア大学の法学部の学長となった。
1935年6月24日にメデジンの「ラス・プレイアス」飛行場（オラヤ・エレーラ空港）で航空事故が発生した直後、彼はSCADTAの法定代理人に任命された。彼は、この会社にとって有利な結果が得られる1938年5月25日までこのプロセスを担当した。
1938年7月、彼はアンティオキア県によって下院の主要代表に任命された。
1941年、彼は「単一学校」という見出しの下で書いた記事をまとめた作品を出版した。これは、当時の国民教育大臣ホルヘ・エリエセル・ガイタンによって議会に提出された、小学校の統一と制度に関するプロジェクトである。
1942年、彼はラウレアーノ・ゴメス・カストロとともに、教皇庁とのコンコルダートの改革に関する全国的な議論を展開した。彼は議会でのコロンビア保守党の唯一のスポークスマンに任命された。
彼は共和国上院の議長と国民保守党の議長を務めた。彼の指導の下には、ギジェルモ・レオン・バレンシア、フランシスコ・デ・パウラ・ペレス・タマヨ、ゴンサロ・レストレポ・ハラミージョ、ホセ・アントニオ・モントアルボ、ヘスス・エストラーダ・モンサルベ、シルビオ・ビジェガス、フェルナンド・ロンドーニョ・イ・ロンドーニョ、およびその他の人々がいた。
1945年、彼はリボリオ・エスカロンと共同で「もしコンコルダートが違反されたら？」という論文を出版した。
コロンビアの大統領選挙におけるマリアーノ・オスピナ・ペレスへのキャンペーンへの貢献が認められ、1948年にイタリア・ローマのクイリナーレの大使に任命された。
外交官勤務で3年を過ごした後、彼は帰国し、メデジンに定住した。
1951年5月23日、彼はメデジンの公共改善協会の理事会メンバーに任命され、後に同協会の会長となった。
1953年、彼は当時の共和国大統領グスタボ・ロハス・ピニージャによって、アンティオキア大学の総長に任命された。
1954年、彼はアンティオキア大学の印刷所から出版された『2つの極の間』という本を出版した。これは憲法改革に関するエッセイである。
1962年、彼は『コロンビアの教育の自由』という本を出版した。
1963年、彼は『コロンビア法と国際法の前のカトリック宣教』という作品を出版した。
その後、彼はアンティオキア県の上院議員を務めた。
彼は1984年2月30日にメデジンで亡くなった。